# اندیس خرمبید
خرمبید یک اندیس غیرفلزی است که در حوالی شهر جیان استان فارس قرار دارد و مادهٔ معدنی موجود در آن، خاک صنعتی است.  